# Lista odcinków serialu Hell on Wheels
Poniżej znajduje się lista odcinków serialu telewizyjnego Hell on Wheels – emitowanego przez amerykańską stację kablową  AMC od 6 listopada 2012 roku. W Polsce serial jest emitowany od 2 lutego 2012 roku przez stację Sundance Channel
| Sezon | Sezon | Odcinki | Oryginalna emisja | Oryginalna emisja   | Oryginalna emisja | Oryginalna emisja | Oryginalna emisja |
| Sezon | Sezon | Odcinki | Premiera sezonu   | Finał sezonu        | Premiera sezonu   | Finał sezonu      |                   |
| ----- | ----- | ------- | ----------------- | ------------------- | ----------------- | ----------------- | ----------------- |
|       | 1     | 10      | 6 listopada 2011  | 15 stycznia 2012    | 2 lutego 2012     | 5 kwietnia 2012   |                   |
|       | 2     | 10      | 12 sierpnia 2012  | 7 października 2012 | 5 czerwca 2014    | 7 sierpnia 2014   |                   |
|       | 3     | 10      | 10 sierpnia 2013  | 5 października 2013 | 9 listopada 2014  | 11 stycznia 2015  |                   |
|       | 4     | 13      | 2 sierpnia 2014   | 22 listopada 2014   | 7 lutego 2016     | 1 maja 2016       |                   |
|       | 5     | 14      | 18 lipca 2015     | 23 lipca 2016       | 2 lutego 2017     | brak danych       |                   |

## Sezon 1 (2011-2012)
| Nr | #  | Tytuł                         | Reżyseria         | Scenariusz             | Premiera AMC      | Premiera        |
| -- | -- | ----------------------------- | ----------------- | ---------------------- | ----------------- | --------------- |
| 1  | 1  | Pilot                         | David Von Ancken  | Tony Gayton Joe Gayton | 6 listopada 2011  | 2 lutego 2012   |
| 2  | 2  | Immoral Mathematics           | David Von Ancken  | Tony Gayton Joe Gayton | 13 listopada 2011 | 9 lutego 2012   |
| 3  | 3  | A New Birth of Freedom        | Phil Abraham      | John Shiban            | 20 listopada 2011 | 16 lutego 2012  |
| 4  | 4  | Jamais Je Ne T'oublierai      | Alex Zakrzewski   | Jami O’Brien           | 27 listopada 2011 | 23 lutego 2012  |
| 5  | 5  | Bread and Circuses            | Adam Davidson     | Mark Richard           | 4 grudnia 2011    | 1 marca 2012    |
| 6  | 6  | Pride, Pomp, and Circumstance | Michael Slovis    | Bruce Marshall Romans  | 11 grudnia 2011   | 8 marca 2012    |
| 7  | 7  | Revelations                   | Michelle MacLaren | Tony Gayton Joe Gayton | 18 grudnia 2011   | 15 marca 2012   |
| 8  | 8  | Derailed                      | David Von Ancken  | Mark Richard           | 1 stycznia 2012   | 22 marca 2012   |
| 9  | 9  | Timshel                       | John Shiban       | John Shiban            | 8 stycznia 2012   | 29 marca 2012   |
| 10 | 10 | God of Chaos                  | David Von Ancken  | Tony Gayton Joe Gayton | 15 stycznia 2012  | 5 kwietnia 2012 |

## Sezon 2 (2012)
W Polsce 2 sezon Hell on Wheels będzie emitowany od 5 czerwca 2014 roku przez Sundance Channel
| Nr | #  | Tytuł                  | Reżyseria            | Scenariusz                         | Premiera AMC        | Premiera        |
| -- | -- | ---------------------- | -------------------- | ---------------------------------- | ------------------- | --------------- |
| 11 | 1  | Viva La Mexico         | David Von Ancken     | Tony Gayton Joe Gayton             | 12 sierpnia 2012    | 5 czerwca 2014  |
| 12 | 2  | Durant, Nebraska       | Adam Davidson        | John Shiban                        | 19 sierpnia 2012    | 12 czerwca 2014 |
| 13 | 3  | Slaughterhouse         | Sergio Mimica-Gezzan | Jami O’Brien Bruce Marshall Romans | 26 sierpnia 2012    | 19 czerwca 2014 |
| 14 | 4  | Scabs                  | Catherine Hardwicke  | Chris Mundy                        | 2 września 2012     | 26 czerwca 2014 |
| 15 | 5  | The Railroad Job       | Michael Nankin       | Mark Richard                       | 9 września 2012     | 3 lipca 2014    |
| 16 | 6  | Purged Away With Blood | Joe Gayton           | Tony Gayton Tom Brady              | 16 września 2012    | 10 lipca 2014   |
| 17 | 7  | The White Spirit       | David Von Ancken     | Jami O’Brien Bruce Marshall Romans | 23 września 2012    | 17 lipca 2014   |
| 18 | 8  | The Lord's Day         | Rod Lurie            | Mark Richard Chris Mundy           | 30 września 2012    | 24 lipca 2014   |
| 19 | 9  | Blood Moon             | Terry McDonough      | Mark Richard Jami O’Brien          | 7 października 2012 | 31 lipca 2014   |
| 20 | 10 | Blood Moon Rising      | John Shiban          | John Shiban                        | 7 października 2012 | 7 sierpnia 2014 |

## Sezon 3 (2013)
| Nr | #  | Tytuł                 | Reżyseria                     | Scenariusz                 | Premiera AMC        | Premiera          |
| -- | -- | --------------------- | ----------------------------- | -------------------------- | ------------------- | ----------------- |
| 21 | 1  | Big Bad Wolf          | David Von Ancken              | Mark Richard               | 10 sierpnia 2013    | 9 listopada 2014  |
| 22 | 2  | Eminent Domain        | Adam Davidson                 | John Wirth                 | 10 sierpnia 2013    | 16 listopada 2014 |
| 23 | 3  | Range War             | Dennie Gordon                 | Mark Richard Reed Steiner  | 17 sierpnia 2013    | 23 listopada 2014 |
| 24 | 4  | The Game              | Adam Davidson                 | Jami O’Brien               | 24 sierpnia 2013    | 30 listopada 2014 |
| 25 | 5  | Searchers             | Neil LaBute                   | Bruce Marshall Romans      | 31 sierpnia 2013    | 7 grudnia 2014    |
| 26 | 6  | One Less Mule         | David Straiton Deran Sarafian | John Wirth Lolis Eric Elie | 7 września 2013     | 14 grudnia 2014   |
| 27 | 7  | Cholera               | Deran Sarafian                | Tom Brady                  | 14 września 2013    | 21 grudnia 2014   |
| 28 | 8  | It Happened in Boston | Rosemary Rodriguez            | Mark Richard               | 21 września 2013    | 28 grudnia 2014   |
| 29 | 9  | Fathers and Sins      | Billy Gierhart                | John Wirth Reed Steiner    | 28 września 2013    | 4 stycznia 2015   |
| 30 | 10 | Get Behind the Mule   | Neil LaBute                   | Mark Richard Jami O’Brien  | 5 października 2013 | 11 stycznia 2015  |

## Sezon 4 (2014)
14 listopada 2013 roku, stacja  AMC potwierdziła zamówienie 4 sezonu serialu 
| Nr | #  | Tytuł                  | Reżyseria      | Scenariusz                   | Premiera AMC        | Premiera         |
| -- | -- | ---------------------- | -------------- | ---------------------------- | ------------------- | ---------------- |
| 31 | 1  | The Elusive Eden       | Neil LaBute    | Mark Richard                 | 2 sierpnia 2014     | 7 lutego 2016    |
| 32 | 2  | Escape From the Garden | Neil LaBute    | Mark Richard                 | 9 sierpnia 2014     | 14 lutego 2016   |
| 33 | 3  | Chicken Hill           | Dennie Gordon  | John Wirth                   | 16 sierpnia 2014    | 21 lutego 2016   |
| 34 | 4  | Reckoning              | Dennie Gordon  | Jennifer Cecil               | 23 sierpnia 2014    | 28 lutego 2016   |
| 35 | 5  | Life's a Mystery       | David Straiton | Mark Richard Tom Brady       | 30 sierpnia 2014    | 6 marca 2016     |
| 36 | 6  | Bear Man               | Clark Johnson  | Max Hurwitz                  | 6 września 2014     | 13 marca 2016    |
| 37 | 7  | Elam Ferguson          | Rod Lurie      | Mark Richard Tom Brady       | 13 września 2014    | 20 marca 2016    |
| 38 | 8  | Under Color of Law     | Michael Nankin | John Romano                  | 20 września 2014    | 27 marca 2016    |
| 39 | 9  | Two Trains             | Marvin V. Rush | Bruce Marshall Romans        | 27 września 2014    | 3 kwietnia 2016  |
| 40 | 10 | Return to Hell         | Billy Gierhart | Jami O’Brien                 | 4 października 2014 | 10 kwietnia 2016 |
| 41 | 11 | Bleeding Kansas        | Seith Mann     | Michael C. Martin Jimmy Mero | 8 listopada 2014    | 17 kwietnia 2016 |
| 42 | 12 | Thirteen Steps         | Roxann Dawson  | Tom Brady                    | 15 listopada 2014   | 24 kwietnia 2016 |
| 43 | 13 | Further West           | Adam Davidson  | John Wirth John Romano       | 22 listopada 2014   | 1 maja 2016      |

## Sezon 5 (2015-2016)
7 listopada 2014 roku, stacja  AMC zamówienie 5 sezonu serialu, który będzie finałowym.
| Nr | #  | Tytuł                 | Reżyseria        | Scenariusz                 | Premiera AMC     | Premiera       |
| -- | -- | --------------------- | ---------------- | -------------------------- | ---------------- | -------------- |
| 44 | 1  | Chinatown             | David Straiton   | Jami O’Brien               | 18 lipca 2015    | 5 lutego 2017  |
| 45 | 2  | Mei Mei               | Billy Gierhart   | John Wirth & Tom Brady     | 25 lipca 2015    | 12 lutego 2017 |
| 46 | 3  | White Justice         | David Straiton   | John Romano                | 1 sierpnia 2015  | 19 lutego 2017 |
| 47 | 4  | Struck                | Clark Johnson    | Max Hurwitz                | 8 sierpnia 2015  | 26 lutego 2017 |
| 48 | 5  | Elixir of Life        | Karen Gaviola    | Michael Saltzman           | 15 sierpnia 2015 | 5 marca 2017   |
| 49 | 6  | Hungry Ghosts         | Neil LaBute      | Jami O’Brien, Miki Johnson | 22 sierpnia 2015 | 12 marca 2017  |
| 50 | 7  | False Prophets        | Rod Lurie        | John Romano, Tom Brady     | 29 sierpnia 2015 | 19 marca 2017  |
| 51 | 8  | Two Soldiers          | Michael Nankin   | John Wirth, Tom Brady      | 11 czerwca 2016  |                |
| 52 | 9  | Return to the Garden  | Marvin V. Rush   | Jami O’Brien               | 18 czerwca 2016  |                |
| 53 | 10 | 61 Degrees            | Michael Nankin   | Max Hurwitz                | 25 czerwca 2016  |                |
| 54 | 11 | Gambit                | Adam Davidson    | John Romano, Miki Johnson  | 2 lipca 2016     |                |
| 55 | 12 | Any Sum Within Reason | Tim Southam      | Thomas Brady               | 9 lipca 2016     |                |
| 56 | 13 | Railroad Men          | Jeremy Webb      | John Wirth, Thomas Brady   | 16 lipca 2016    |                |
| 57 | 14 | Done                  | David Von Ancken | Jami O’Brien, Thomas Brady | 23 lipca 2016    |                |